# Sintoria cyanea
Sintoria cyanea là một loài ruồi trong họ Asilidae. Sintoria cyanea được Wilcox miêu tả năm 1972. Loài này phân bố ở vùng Tân Bắc giới.